# São Félix do Araguaia
São Félix do Araguaia – miasto i gmina w Brazylii, w stanie Mato Grosso.